# Hastulopsis suspensa
Hastulopsis suspensa é uma espécie de gastrópode do gênero Hastulopsis, pertencente a família Terebridae.